# Делгаду, Умберту
Умбе́рту да Си́лва Делга́ду, порт. Humberto da Silva Delgado, (ũˈbɛɾtu dɛɫˈɡadu; 15 мая 1906, Брогейра, Торриш-Новаш — 13 февраля 1965, Оливенса) — генерал ВВС Португалии, один из лидеров демократической оппозиции правоавторитарному режиму Антониу ди Оливейры Салазара.

## Военная карьера
Начал военную карьеру, поступив в военный колледж в 1916 году и довольно быстро дослужился до должности Директора Национального управления гражданской авиации, главнокомандующего Португальского легиона, заместителя национального комиссара Португальской молодёжи (en:Mocidade Portuguesa) и Прокуратора Корпоративной палаты.
Изначально Делгаду участвовал в Национальной революции 1926 года, был активным сторонником диктатора Антониу ди Оливейры Салазара, в 1933 году написал книгу антидемократической направленности, а в 1941 году восхищался «гением» Гитлера. Он стал самым молодым генералом в португальской истории. В 1952 году был назначен на должность военного и авиационного атташе посольства Португалии в США. Американский опыт сказался на его политических взглядах, и он всё более критически относился к правящему режиму.

## Президентские выборы
Когда президент Франсишку Ижину Кравейру Лопиш был вынужден уйти в отставку по требованию Салазара, и в Португалии периода диктатуры были первые и единственные альтернативные всенародные президентские выборы, Делгаду выступил на них как кандидат, альтернативный пользовавшемуся поддержкой властей министру ВМФ крайнему консерватору Америку Томашу. В ставшем знаменитым интервью от 10 мая 1958 года в кафе «Золотой ключ» на вопрос о своём отношении к диктатору, премьер-министру Салазару заявил: «Конечно же, я его уволю!!».
За свою откровенность получил прозвище «Бесстрашный генерал» (порт. General sem Medo). В ходе выборов получил всего 25 % голосов, тогда как его соперник Америку Томаш — 52,6 %. Общественное мнение обвиняло диктатуру в подтасовке результатов выборов.

## Оппозиционная деятельность
Делгаду был уволен в отставку из португальской армии и укрылся в посольстве Бразилии, откуда отправился в эмиграцию. Провёл много времени сначала в Бразилии, а затем в Алжире как личный гость президента Ахмеда Бен Беллы.
В 1964 году он основал в Риме Фронт национального освобождения Португалии и заявил, что единственным способом избавиться от режима «Нового государства» будет военный переворот (в отличие от многих других оппозиционеров, требовавших общенационального восстания).

## Убийство
Делгаду и его секретарь Аражарир Морейра ди Кампуш, гражданка Бразилии, были убиты 13 февраля 1965 года в испанском городке Оливенса, расположенном на границе с Португалией. Их заманили в засаду агенты португальской спецслужбы ПИДЕ, пообещав организовать нелегальный переход через границу. Согласно официальной версии, Делгаду был убит при попытке отбиться, однако в момент захвата он не имел при себе оружия, а его секретарь была задушена. Тела убитых были найдены лишь два месяца спустя после убийства близ испанской деревни Вильянуэва-дель-Фресно.
После Революции гвоздик в Лиссабоне состоялся судебный процесс над группой функционеров ПИДЕ, обвинявшихся в убийстве Умберту Делагаду. Среди подсудимых были последний директор ПИДЕ Силва Паиш и его заместитель Барбьери Кардозу. Большинство из них находились за пределами Португалии и обвинялись заочно.
Суд отказался признать убийство политически мотивированным и квалифицировал его лишь как «злоупотребление властью при выполнении полицейского задания». Однако подсудимые были признаны виновными. Наибольшие сроки заочно получили непосредственный исполнитель убийства Казимиру Монтейру (19 лет 8 месяцев) и руководитель ликвидационной бригады Антониу Роза Казаку (8 лет).

## Семья
Умберту Делгаду имел трёх младших сестёр. Был женат на Марии Иве Териаге Лейтан Тавариш ди Андраде (1908—2014). В браке родилось трое детей (сын Умберту Ива де Андраде да Силва Делгаду, пилот гражданской авиации; дочери Ива Умберта де Андраде да Силва Делгаду и Мария Умберта де Андраде да Силва Делгаду), у которых множество внуков.

## Память
В 1990 году Делгаду посмертно получил звание маршала авиации и оказался единственным лицом в Португалии, кому было присвоено это звание. Его именем названы улица в Лиссабоне, улицы в других городах и лиссабонский аэропорт носит имя Делгаду. После Революции гвоздик его останки были перезахоронены в Национальном пантеоне вместе с рядом президентов Португалии.

## Награды
| Страна         | Дата                             | Награда                                                 | Награда                                                 | Литеры |
| -------------- | -------------------------------- | ------------------------------------------------------- | ------------------------------------------------------- | ------ |
| Португалия     | 17 июля 1941 —                   | Офицер ордена Народного образования                     | Офицер ордена Народного образования                     | OIP    |
| Испания        | 7 мая 1945 —                     | Кавалер Креста Военных заслуг 2 класса белого дивизиона | Кавалер Креста Военных заслуг 2 класса белого дивизиона |        |
| Великобритания | 18 июля 1946 —                   | Рыцарь командор ордена Британской империи               | Рыцарь командор ордена Британской империи               | CBE    |
| Португалия     | 11 апреля 1947 —                 | Командор Военного ордена Христа                         | Командор Военного ордена Христа                         | ComC   |
| Португалия     | 5 сентября 1951 —                | Командор Военного ордена Святого Якова и Меча           | Командор Военного ордена Святого Якова и Меча           | ComSE  |
| США            | 17 сентября 1955 —               | Офицер Легиона почёта                                   | Офицер Легиона почёта                                   |        |
| Португалия     | 29 ноября 1957 —                 | Кавалер Большого креста                                 | Военного ордена Святого Бенедикта Ависского             | GCA    |
| Португалия     | 5 сентября 1951 — 29 ноября 1957 | Гранд-офицер                                            | Военного ордена Святого Бенедикта Ависского             | GOA    |
| Португалия     | 1 октября 1941 — 5 сентября 1951 | Командор                                                | Военного ордена Святого Бенедикта Ависского             | ComA   |
| Португалия     | 24 декабря 1936 — 1 октября 1941 | Офицер                                                  | Военного ордена Святого Бенедикта Ависского             | OA     |
| Португалия     | 3 июня 1980 —                    | Кавалер Большого креста ордена Свободы (посмертно)      | Кавалер Большого креста ордена Свободы (посмертно)      | GCL    |